# Giovanni Francesco Stoppani
Giovanni Francesco Stoppani (Milão, 16 de setembro de 1695 - Roma, 18 de novembro de 1774) foi um cardeal do século XVIII.

## Biografia
Nasceu em Milão em 16 de setembro de 1695. De família nobre. O mais novo dos cinco filhos do Marquês Giovanni Francesco Stoppani, questore straordinario, e Laura Croce. As outras crianças eram Anna, Gerolama, Gioseffo e Cristoforo; os três primeiros morreram na infância. Seu primeiro nome também está listado como Gianfrancesco.
Educação inicial em casa sob a direção de professores bem credenciados; mais tarde, estudou no Collegio Borromeo , Milão; depois, estudou na Pontifícia Academia dos Nobres Eclesiásticos, 1714; e finalmente na Universidade de Pavia, onde obteve o doutorado in utroque iure , direito canônico e civil, em 10 de novembro de 1716. Recebeu a tonsura clerical em 24 de junho de 1715..
Entrou na prelatura romana como referendário dos Tribunais da Assinatura Apostólica de Justiça e da Graça em 30 de junho de 1724. Camareiro de honra e prelado doméstico do Papa Inocêncio XIII. Relator da SC do Bom Governo. Eleitor do SC Consistorial. Inquisidor geral na ilha de Malta de 19 de novembro de 1730 a 1736..
Recebeu as ordens menores em 14 de junho de 1734; o subdiaconato em 19 de julho de 1734; e o diaconato em 25 de julho de 1734..
Ordenado em 1º de agosto de 1734..
Eleito arcebispo titular de Corinto, em 14 de março de 1735. Consagrada, em 25 de março de 1735, igreja de S. Carlo al Corso, Roma, pelo cardeal Giorgio Spinola, auxiliado por Antonio Pallavicini, arcebispo titular de Lepanto, e por Carlo Alberto Guidobono Cavalchini, arcebispo titular de Filippi. Núncio em Florença, 13 de abril de 1735. Núncio em Veneza, 10 de março de 1739. Núncio extraordinário perante o imperador, 12 de novembro de 1743. Núncio extraordinário na Dieta de Frankfurt para a eleição do novo imperador, 16 de março de 1745. Retornou a Roma e ficou dois anos sem nova atribuição. Nomeado presidente de Urbino em 26 de janeiro de 1747; permaneceu no cargo até 1754..
Criado cardeal sacerdote no consistório de 26 de novembro de 1753; o papa enviou-lhe o barrete vermelho com um breve apostólico de 1º de dezembro de 1753, com monsenhor Benedetto Veterani, enablegato apostólico; recebeu o chapéu vermelho em 25 de abril de 1754; e o título de S. Martino ai Monti, 20 de maio de 1754. Legado em Urbino, 20 de maio de 1754. Legado em Romagna, 20 de setembro de 1756; legação prorrogada por um triênio, 2 de agosto de 1759; ocupou o cargo até 27 de outubro de 1761. Participou do conclave de 1758, que elegeu o Papa Clemente XIII. Prefeito da Economia da SC de Propaganda Fide, março de 1763. Optou pela ordem dos bispos e pela sé suburbicária de Palestrina, em 10 de julho de 1763; ele conduziu frequentes visitas episcopais e construiu uma biblioteca para o seminário. Em 1º de julho de 1765, foi nomeado protetor da Congregação dos Cônegos Regulares Lateranenses; e em 1767, da Ordem dos Basilianos. Participou do conclave de 1769, que elegeu o Papa Clemente XIV. Secretário da Suprema Corte da Inquisição Romana e Universal, de 12 de dezembro de 1770 até sua morte. Não participou do conclave de 1774-1775, que elegeu o Papa Pio VI; morreu durante sua celebração. Ele era um patrono dos literatos; e um protetor generoso dos pobres desde a juventude..
Morreu em Roma em 18 de novembro de 1774, de distúrbios renais, durante a sede vacante , após receber os últimos sacramentos. Exposto na igreja de S. Andrea della Valle, Roma, onde ocorreu o funeral. Enterrado no túmulo que construiu para si na capela da Bem-Aventurada Virgem Maria nessa mesma igreja, com o seu busto e uma simples inscrição..